# Brave bull
Brave bull är en alkoholbaserad drink som baserad på Kahlúa och tequila och som karaktäriseras av en söt kaffesmak. En brave bull är i princip en black russian med vodkan utbytt mot tequila.